# Iwakiyama-jinja

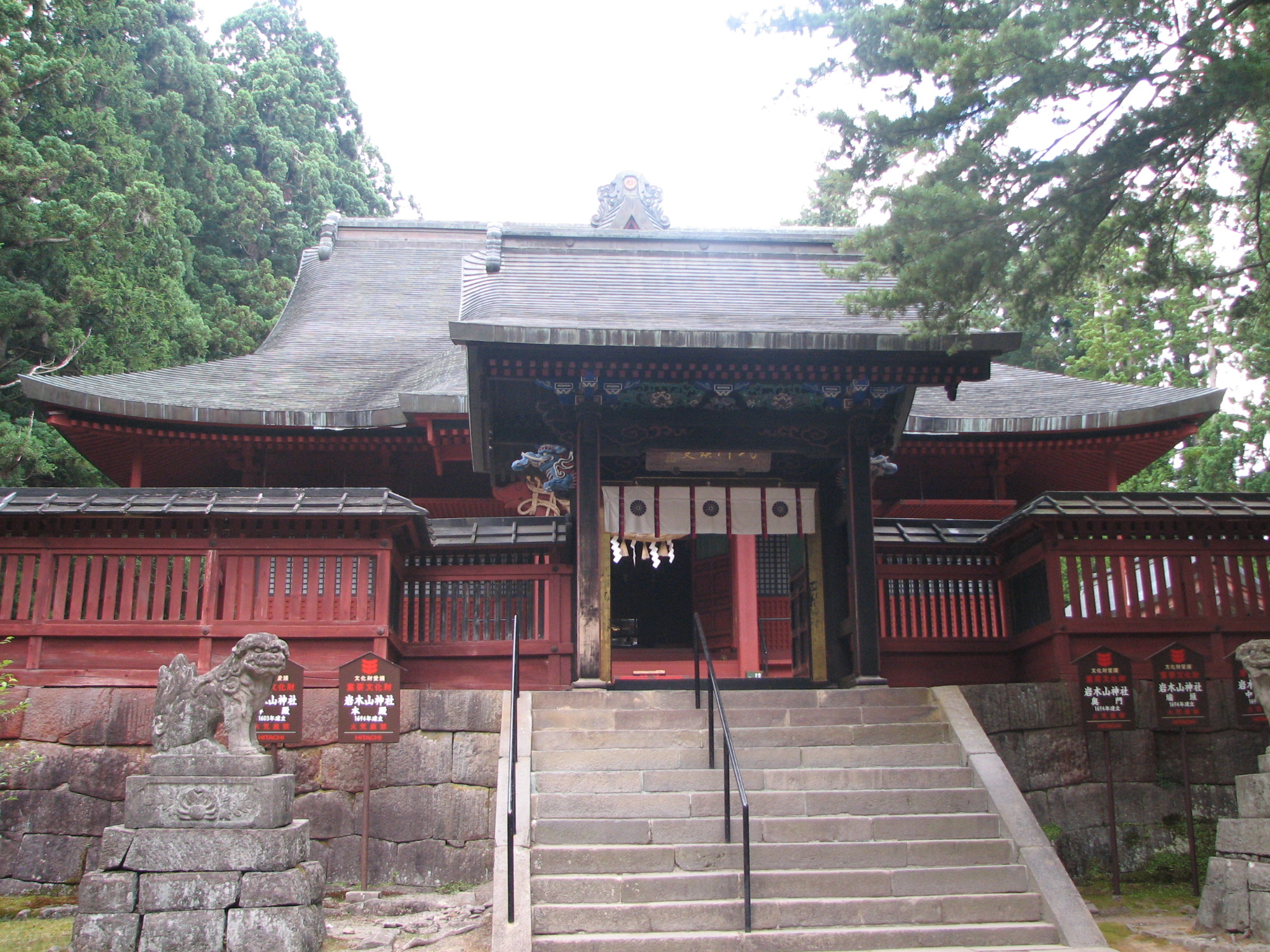
Heiden du Iwakiyama-jinja.

L'Iwakiyama-jinja (岩木山神社) est un sanctuaire shinto situé dans la ville de Hirosaki, préfecture d'Aomori au Japon. C'est l'ichi-no-miya de l'ancien domaine de Hirosaki. L'ensemble du mont Iwaki est considéré comme faisant partie du sanctuaire.
Le principal festival du sanctuaire, le Oyama-Sankei, une parade du sanctuaire au sommet de la montagne, se tient chaque année à l'équinoxe d'automne. Les pèlerins, accompagnés par des flûtes et des tambours traditionnels, y portent des bannières colorées.

## Kamis vénérés
Le principal kami du sanctuaire est Ōkuninushi (大国主), appelé ici Utsushikuniotama-no-kami (顕国魂神). Les autres kamis sont Tatsubihime-no-kami (多都比姫神), Ōhoyamatsum (大山祇神), Sakanoue no Karitamaro-no-mikoto (坂上刈田麿), Ukanome-no-mikoto (宇賀能賣神) et Ōyamakuhi-no-kami (大山咋神). 

## Histoire
La fondation du sanctuaire Iwakiyama est antérieure à la période historique et le mont Iwaki était une montagne sacrée pour les tribus Emishi locales. Selon la tradition du sanctuaire, celui-ci est établi au sommet du mont Iwaki en l'an 780. Il est reconstruit par le héros populaire Sakanoue no Tamuramaro en l'an 800 et dédié à son père Sakanoue no Karitamaro. Plusieurs sanctuaires subsidiaires sont construits autour du pied de la montagne dans une zone appelée le Tokoshinai (十腰内) par les habitants de la région. L'un de ces sanctuaires secondaires au sud-est de la montagne devient en 1091 le Hyakutaku-ji (百沢寺) de la secte bouddhiste shingon, lui-même prédécesseur de l'actuel sanctuaire. Les trois principaux sommets sur le mont Iwaki sont identifiés aux divinités bouddhiques Amida Nyorai, Yakushi Nyorai et Kannon Bosatsu.
Lors de la politique de séparation du bouddhisme et du shinto ordonnée par le gouvernement de l'ère Meiji, le temple devient un sanctuaire shinto. En 1871, il est officiellement désigné comme un des kokuhei shōsha (国幣小社), ou sanctuaire national de troisième rang dans le cadre du système du shintoïsme d'État et ce jusqu'en 1946.

## Bâtiments notables
Nombres des bâtiments du Iwakiyama-jinja qui datent de début de l'époque d'Edo sont construits en 1694 sous les auspices du clan Tsugaru du domaine de Hirosaki. La porte à un étage (ryōmon) est construite en 1628. Le honden, le heiden, l'oku-no-mon et le ryōmon sont bâtis dans le style yosegi-zaiku avec des sculptures décoratives en bois qui ont donné au sanctuaire son surnom de « Oku-Nikko », d'après les structures plus célèbres du Nikkō Tōshō-gū. Tous ces bâtiments sont classés biens culturels importants du Japon.